# Friedrich Gräsel
Friedrich Gräsel vor seinen Plastiken im Westpark, 2005

Link zum Bild

Friedrich Gräsel (* 26. Mai 1927 in Bochum; † 8. Juli 2013 in Osnabrück) war ein deutscher Bildhauer und Hochschullehrer.

## Leben

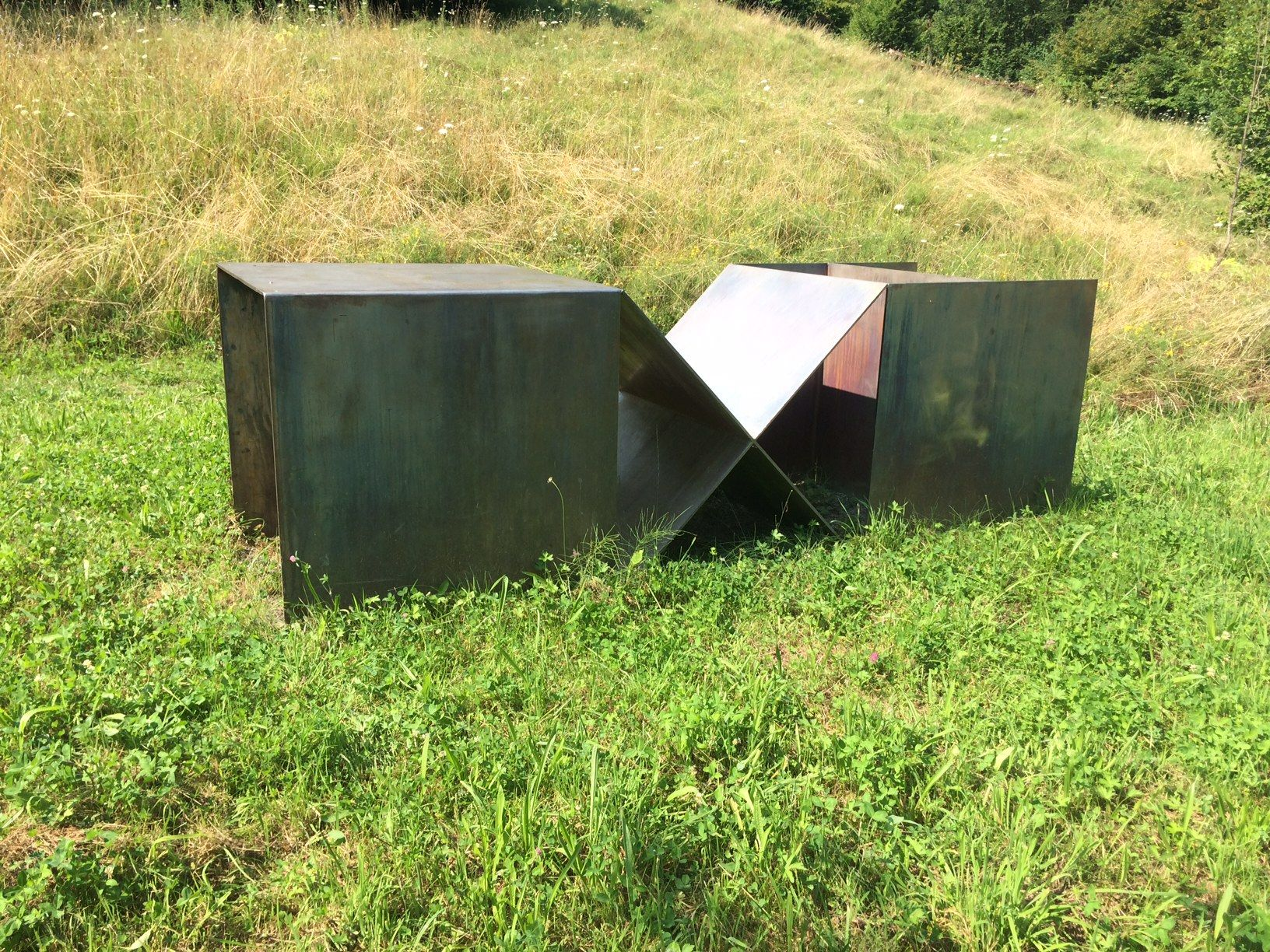
Friedrich Gräsel Raumplastik I-UX 1 (1978), Skulpturenpark Heidelberg

Gräsel leistete von 1943 bis 1945 Kriegshilfsdienst und Kriegsdienst. Nach Kriegsgefangenschaft und Abitur studierte er von 1952 bis 1956 an den Kunsthochschule in München und Hamburg u. a. bei Werner Haftmann, Ernst Wilhelm Nay und Fritz Winter. Sein Staatsexamen für Kunstpädagogik legte an der Universität Hamburg ab. Von 1958 bis 1970 lehrte er Kunstpädagoge an Gymnasien in Nordrhein-Westfalen und anschließend von 1970 bis 1978 an der Pädagogischen Hochschule Westfalen-Lippe, Abteilung Münster und an der Universität-Gesamthochschule Essen. Von 1979 bis 1984 war er Gastprofessor an der Heluan-Universität bei Kairo, Ägypten und von 1982 bis 1988 Professor für Plastisches Gestalten an der Universität-Gesamthochschule Essen. Er wohnte in Bochum.
Seit 2001 besteht die Friedrich-Gräsel-Schenkung für Wissenschaft und Kunst an der Ruhr-Universität Bochum (RUB). Die Schenkung besteht aus insgesamt 47 Plastiken und Zeichnungen aus unterschiedlichen Epochen seines Schaffens, u. a. Arbeitsfeld Herz in Zusammenarbeit mit der Medizingeschichte (Universität Heidelberg und RUB).
Friedrich Gräsel gründete 1969 zusammen mit Helmut Bettenhausen, Günter Dohr, Rolf Glasmeier, Kuno Gonschior, Ewerdt Hilgemann, Franz Rudolf Knubel, Ferdinand Spindel, Günter Tollmann und Bernd Damke die Künstlergruppe „B1“. Zudem war er Mitglied im Deutschen Künstlerbund. Seit 1988 lebte und arbeitete er freischaffend in Bochum.
Im Juli 2013 starb Gräsel in Osnabrück. Er liegt zusammen mit seiner Ehefrau Maria Josefa Gräsel, geborene Disse, mit der er die drei Kinder Titus, Fabian und Philipp hatte, auf dem Bochumer Hauptfriedhof begraben. Die Gestaltung des Grabsteins orientiert sich an seinen Kunstwerken.

## Werk

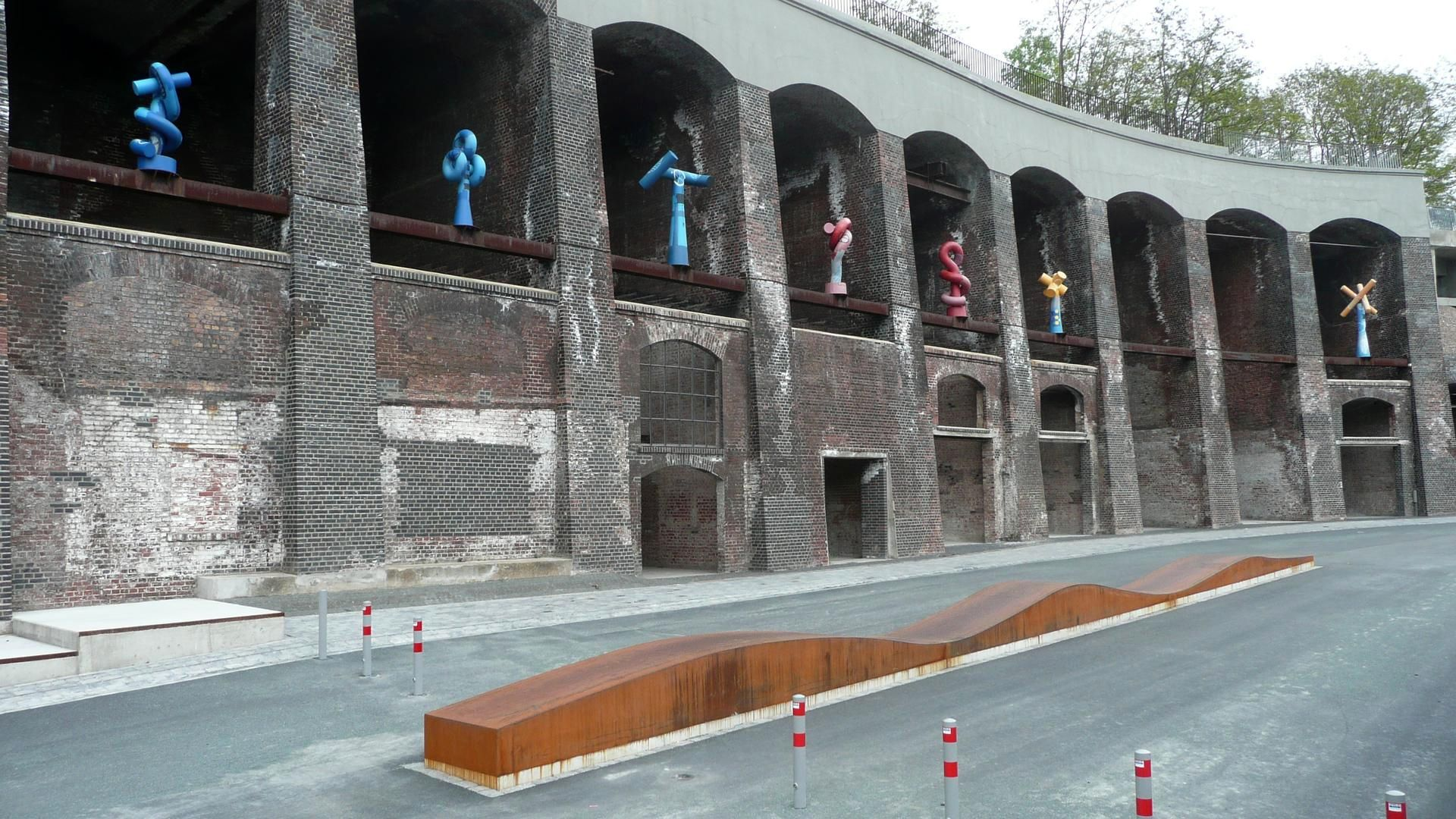
Friedrich Gräsel, DIN 1511, ausgestellt im Colosseum (Bochum), 1985–1990, 1994, Stahl, bemalt. Standort: Alleestraße, Bochum

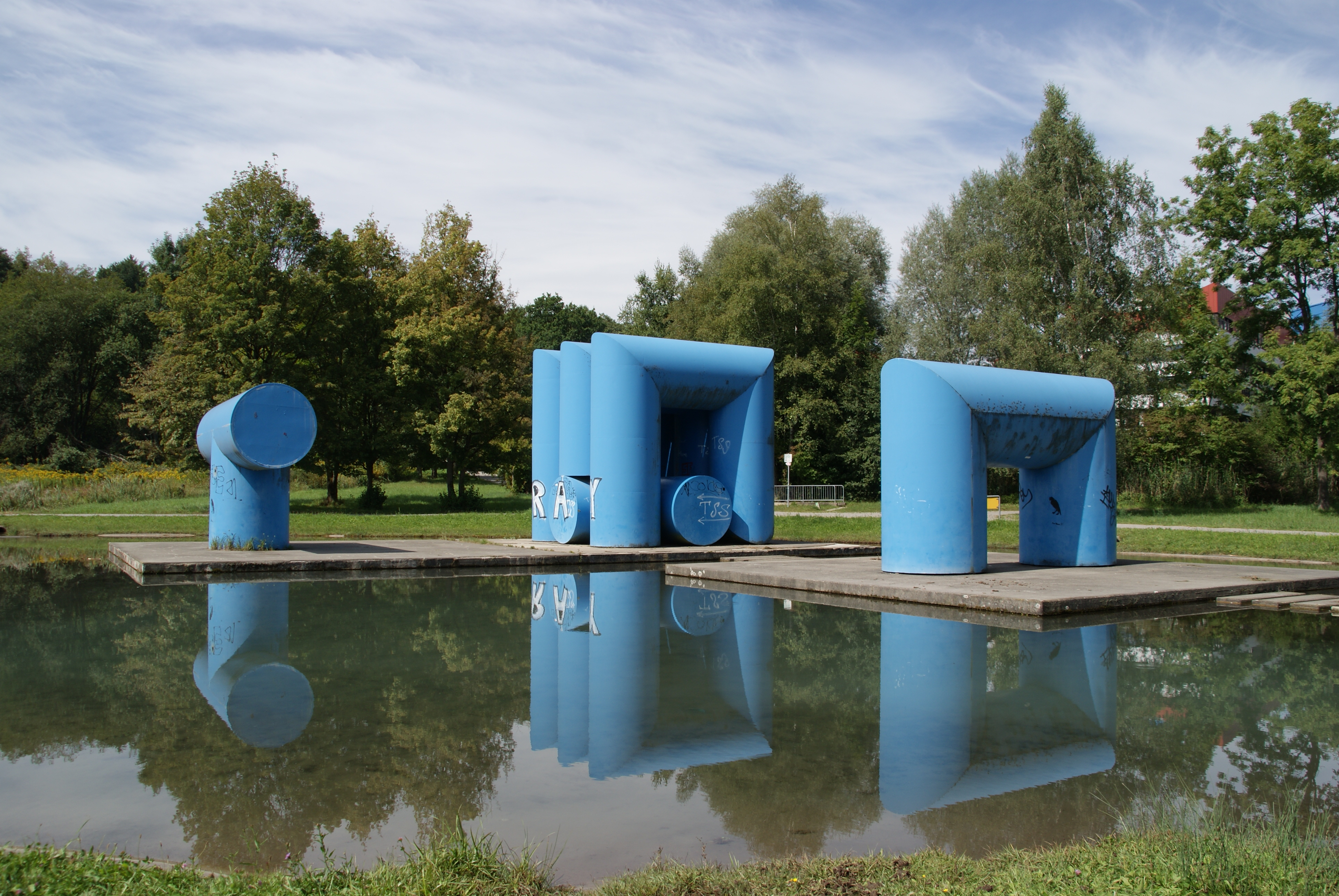
Friedrich Gräsel, Röhrenplastiken, Universität Konstanz, 1974, glasfaserverstärkter Polyester / Stahlblech, bemalt. Standort: Hockgraben, Konstanz

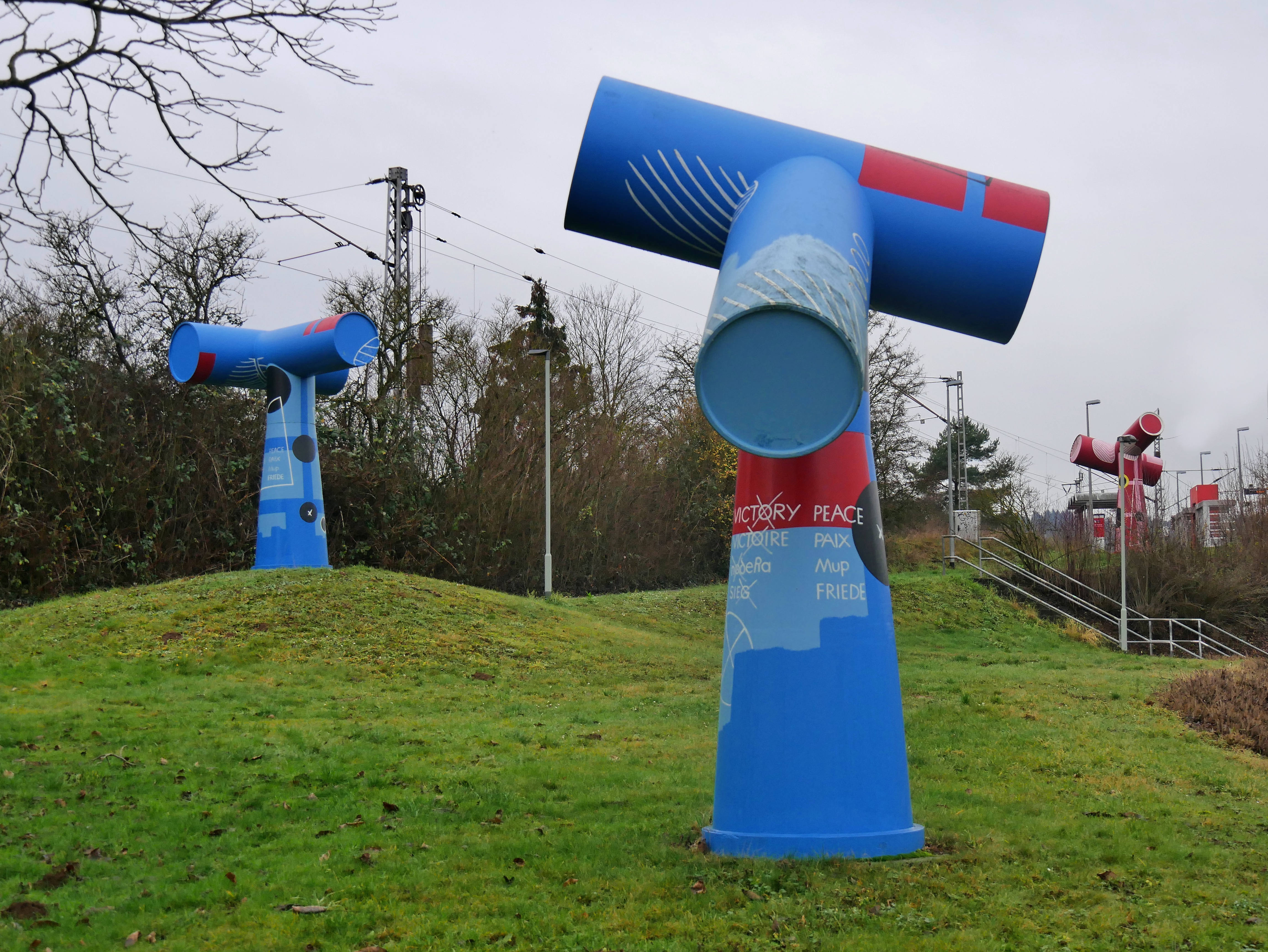
Friedrich Gräsel, - Drei Entsorgungsmale unterhalb des Bahnhofs Kreuz-Konz

Friedrich Gräsel verwendete für seine Plastiken, angeregt durch das industrielle Umfeld seiner Heimatstadt Bochum, industriell gefertigte Stahlelemente, die er zu freien Kompositionen zusammensetzte. „Aus dem Studium industrieller Produktion hat er sich für seine Kunst einen Freiraum zwischen industriellen Normen und den Formen seiner Kunst erarbeitet, der bis heute durch den Gebrauch von Rohrformen geprägt ist.“. Neben den freien Arbeiten hat er auch Röhrenplastiken geschaffen, die als Endrohre von Klimaanlagen technische Funktionen haben. „Durch Integration seiner Kunst in zweckgebundene Industrieanlagen lenkt Gräsel die Aufmerksamkeit auf deren formale Ästhetik und wirkt so ihrer Entfremdung entgegen […].“ Daneben sind auch farbig gefasste Metallskulpturen und, sehr früh, keramische Arbeiten entstanden. Die plastischen Arbeiten Gräsels sind immer von Zeichnungen begleitet.

## Ausstellungen (Auswahl)

### Einzelausstellungen
- 1968: Friedrich Gräsel. 4.II.1968 – 3.III.1968, Städtischen Kunstgalerie Bochum (später Kunstmuseum Bochum), 4.02. – 3.03.1968
- 1970: Gräsel. Skulpturen 1966–1969, Von der Heydt-Museum, Wuppertal, 15.11.1970 – 17.01.1971
- 1971: Werkstatt 2. Friedrich Gräsel, Städtisches Museum Leverkusen Schloß Morsbroich, Leverkusen, 27.08 – 26.09.1971, Wilhelm Lehmbruck Museum Stadt Duisburg
- 1978: Friedrich Gräsel. Plastik und Zeichnung, 1968 – 1978, Karl Ernst Osthaus Museum, Hagen, 20.05. – 18.06.1978
- 1983: Friedrich Gräsel. Keramische Plastiken. Retrospektive, Skulpturenmuseum Glaskasten Marl, September 1983 – Januar 1984, Galerie Sohle, Bergkamen, 22.01.1983 – 12.02.1984, Wilhelm-Morgner-Haus, Soest, 22.01. – 12.02.1994
- 1985: Präsenz der Zeitgenossen. Friedrich Gräsel - Plastiken, Germanisches Nationalmuseum Nürnberg, 18.07. – 25.08.1985
- 1993: Friedrich Gräsel, Skulpturen und Werkentwicklungen, Städtische Galerie im Museum Folkwang, Essen, 16.09 – 31.10.1993
- 1997: Friedrich Gräsel. Plastiken und Zeichnungen, 1978–1992, Museen der Stadt Aachen, 18.12.1997 – 22.02.1998, Westfälisches Landesmuseum für Kunst und Kulturgeschichte, Münster, 21.03. – 17.05.1998
- 2000: Skulpturen und Zeichnungen, Marienhospital Aachen
- 2001: Schenkung für Wissenschaft und Kunst, Ruhr-Universität Bochum (RUB)
- 2005: Friedrich Gräsel. Quer zur Norm - Arbeiten 1963–2003, Kornelimünster Aachen, 12.11.2005 – 08.01.2006
- 2009: Friedrich Gräsel - 57 Jahre Werkstoff Ton, Galerie Idelmann, Gelsenkirchen, 08.02. – 15.03.2009
- 2018: Friedrich Gräsel – Working heart. Skulptur und Zeichnung im Dialog, Van Ham Kunstauktionen, Köln, 14.04. – 28.04.2018
- 2023: Friedrich Gräsel: Keramik und Industrie, Stiftung Keramion, Frechen, 19.10.2023 – 18.02.2024

### Gruppenausstellungen
- 1984: Drawings 1974–1984 , Smithsonian Hirshhorn Museum and Sculpture Garden, Washington D.C.
- 2008: Skulpturen - Hartmut Stielow, Friedrich Gräsel. Kunstmuseum Celle, 29.06. – 07.09.2008[6]
- 2019:  B1 – Konstrukteure künstlerischer Form, Märkisches Museum Witte, 16.02. – 22.09.2019
- 2021: Happy Birthday – 50 Jahre KERAMION, Stiftung Keramion, Frechen, 03.10.2021 – 20.02.2022

## Werke in öffentlichen Sammlungen (Auswahl)

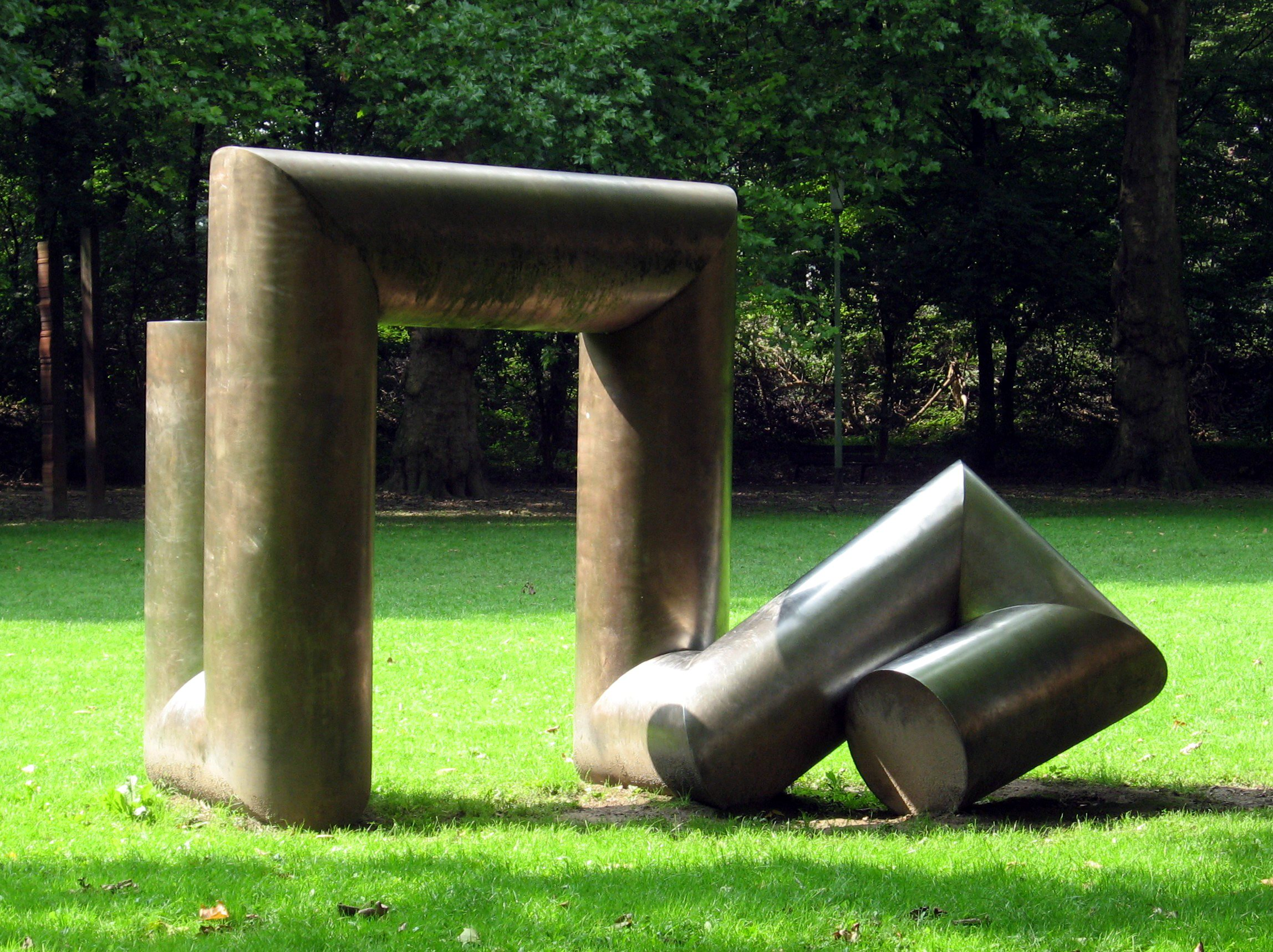
Friedrich Gräsel, Hannover Tor, 1978/1981, Edelstahl, geglüht. Standort: Moltkeplatz, Essen

- Kunstsammlung der Ruhr-Universität Bochum
- Kunstmuseum Bonn
- Lehmbruck Museum, Duisburg
- Kunstsammlung Nordrhein-Westfalen, Düsseldorf
- Museum Folkwang, Essen
- Stiftung Keramion, Frechen
- Sprengel Museum Hannover
- Hamburger Kunsthalle, Hamburg
- LWL - Museum für Kunst und Kultur, Münster
- Germanisches Nationalmuseum, Nürnberg

## Werke im öffentlichen Raum (Auswahl)
- 1967: AC IX - Doppelbogen, Rheinufergalerie Mainz
- 1969–1974: Projekt Hockgrabental, Universität Konstanz
- 1971: Funktionsplastik I, Münster, Nordwestlotto (Staufenbergstraße)
- 1972–1975: Werk 1–3, Abluftplastiken, Münster, Landesbausparkasse (Himmelreichallee)
- 1972: Plastik „Tor und Doppelwinkel“ (deutscher Beitrag zur 36. Internationalen Biennale in Venedig)
- 1972, 1986: AC-Plastik, Ruhr-Universität Bochum, Querforum West[7]
- 1974: Experimentierfeld für Kunstunterricht im Freien mit Skulpturenambiente 4 hoch 2 = 16, Gesamtschule Schmallenberg
- 1975: Pausenhofgestaltung durch das plastische Motiv 3 × 4 = 12, Edelstahl, 80 cm hoch, auf einer Spielfläche von 140 × 120 Meter, Grundschule Westerbauer, Hagen
- 1975: Stahlrelief, Katholischer Gemeindesaal, Liebfrauenstraße, Bochum[7]
- 1978: Schulhofplastik, Gymnasium am Ostring, Bochum[7], wahrscheinlich bei Neubau des Justizzentrums zerstört
- 1978: Edelstahlplastik „Hannover Tor“, geglüht, 1978 mutwillig zerstört, 1981 rekonstruiert, Moltkeplatz, Essen
- 1982: Edelstahlplastik ohne Titel, Börde-Berufsschule, Soest
- 1982–1987: Stahlreliefs, Werksmauer der Firma Krupp, Essener Straße, Bochum[7]
- 1983: „drei Entsorgungsmale“, Röhrenplastiken in Konz ursprünglich auf der Könener Seite des Saarufers aufgestellt, heute unterhalb des Bahnhofs Kreuz-Konz.
- 1985–1990: sieben farbig gestaltete Stahlstelen als Auseinandersetzung mit der Deutschen Industrie Norm DIN 1511, ausgestellt im Colosseum (Bochum)
- 1986, 1990: Stahlplastik, Augusta-Krankenhaus, Bochum[7]

## Auszeichnungen und Ehrungen (Auswahl)
- 1967: Förderpreis für Bildhauerei zum Cornelius-Preis der Stadt Düsseldorf
- 1970: Konrad-von-Soest-Preis des Landschaftsverbandes Westfalen-Lippe
- 1970: Westfälischer Kunstpreis
- 1984: JUNIOR-Preis „Für Kunst im öffentlichen Raum“.
- 1999: Ehrenring der Stadt Bochum[8]

## Nachlass
Seit 2015 wird der künstlerische Nachlass von Friedrich Gräsel von VAN HAM Art Estate betreut. Dabei handelt es sich um Skulpturen, Papierarbeiten sowie Außenskulpturen aus allen Schaffensphasen. Das Gesamtoeuvre des Künstlers ist im Online-Werkverzeichnis der Art Estate zusammengestellt und auf der offiziellen Künstlerhomepage einsehbar. Der schriftliche Nachlass befindet sich im Universitätsarchiv der Ruhr-Universität Bochum (RUB) sowie im Deutschen Kunstarchiv im Germanischen Nationalmuseum Nürnberg (GNM).